# Gisela Bock
Gisela Bock (Karlsruhe, 28 luglio 1942) è una storica e intellettuale femminista tedesca.

## Biografia
Ha insegnato Storia dell'Europa occidentale alla Università libera di Berlino e all'Istituto universitario europeo di Firenze.  
Si è occupata, come pioniera, di analisi storiche incentrate sulla figura e sul ruolo della donna e dell'uomo nei secoli, tema che precedentemente l'ha impegnata come docente all'Università di Bielefeld.
Dal 2007 è in pensione.

## Opere
- G. Bock,  Le donne nella storia europea, 2000. G.. Laterza & Figli.

| Controllo di autorità | VIAF (EN) 76335957 · ISNI (EN) 0000 0001 0917 0709 · SBN CFIV116702 · BAV 495/74500 · LCCN (EN) n85354801 · GND (DE) 118852299 · BNE (ES) XX946283 (data) · BNF (FR) cb120538879 (data) · J9U (EN, HE) 987007258862905171 · NSK (HR) 000167358 |